# Fever Season (EP)
Fever Season là mini album thứ bảy của nhóm nhạc nữ Hàn Quốc GFriend. Nó được phát hành vào ngày 1 tháng 7 năm 2019, thông qua Source Music và được phân phối bởi Kakao M.  Album bao gồm 8 bài hát, với "Fever" là bài hát chủ đề và một bản nhạc không lời cùng tên. Nó ra mắt ở vị trí số 10 trên bảng xếp hạng Billboard World Albums, và đứng đầu Gaon Album Chart. Một video âm nhạc đã được phát hành cho bài hát chủ đề "Fever".

## Quảng bá
Nhóm đã quảng bá "Fever" trên một số chương trình âm nhạc và đã nhận được tổng cộng 7 giải thưởng với bài hát này trong quá trình quảng bá mini album.

## Sản xuất và sáng tác
"Fever" được phát hành dưới dạng bài hát chủ đề của mini album vào ngày 1 tháng 7 năm 2019.
Tất cả các thành viên GFriend đều tham gia viết lời cho bài hát "Hope" với Lee Won-jong.
Mini album bao gồm phiên bản tiếng Hàn của đĩa đơn tiếng Nhật thứ ba của nhóm, "Flower".

## Thương mại
Mini album đã ra mắt ở vị trí số 1 trên Gaon Album Chart của Hàn Quốc, trở thành album thứ 4 của nhóm đạt được điều này.

## Danh sách bài hát
| STT              | Nhan đề                                                      | Phổ lời                                       | Phổ nhạc                              | Sản xuất                   | Thời lượng |
| ---------------- | ------------------------------------------------------------ | --------------------------------------------- | ------------------------------------- | -------------------------- | ---------- |
| 1.               | "Fever" (열대야; yeol-dae ya: lit. Tropical Night)           | Igi (Oreo) Cino (Oreo) Ung Kim (Oreo)         | Igi (Oreo) Cino (Oreo) Ung Kim (Oreo) | Cino (Oreo) Ung Kim (Oreo) | 3:34       |
| 2.               | "Mr. Blue"                                                   | 13                                            | 13                                    | 13                         | 3:17       |
| 3.               | "Smile" (좋은 말 한때; joh-eun mal hanttae: lit. Good Words) | Noh Ju-hwan                                   | Noh Joo-hwan Lee Won-jong             | Noh Joo-hwan Lee Won-jong  | 3:15       |
| 4.               | "Wish" (바라; bala: lit. Want)                               | MosPick                                       | MosPick                               | MosPick                    | 3:16       |
| 5.               | "Paradise"                                                   | Islan                                         | Jeong Ho-hyun (e.one)                 | Jeong Ho-hyun (e.one)      | 3:14       |
| 6.               | "Hope" (기대; gidae: lit. Expectation)                       | Sowon Yerin Eunha Yuju SinB Umji Lee Won-jong | Lee Won-jong                          | Lee Won-jong               | 3:28       |
| 7.               | "Flower" (phiên bản tiếng Hàn)                               | 13                                            | 13                                    | 13                         | 3:37       |
| 8.               | "Fever" (phiên bản nhạc không lời)                           |                                               | Igi (Oreo) Cino (Oreo) Ung Kim (Oreo) | Cino (Oreo) Ung Kim (Oreo) | 3:33       |
| Tổng thời lượng: | Tổng thời lượng:                                             | Tổng thời lượng:                              | Tổng thời lượng:                      | Tổng thời lượng:           | 27:20      |

## Bảng xếp hạng
| Bảng xếp hạng (2019)              | Vị trí cao nhất |
| --------------------------------- | --------------- |
| Album Hàn Quốc (Gaon)             | 1               |
| Album thế giới Hoa Kỳ (Billboard) | 10              |

| Bảng xếp hạng (2019)  | Vị trí cao nhất |
| --------------------- | --------------- |
| Album Hàn Quốc (Gaon) | 68              |

### Đĩa đơn
"Fever"
| Bảng xếp hạng (2019)     | Vị trí cao nhất |
| ------------------------ | --------------- |
| Hàn Quốc (Gaon)          | 27              |
| Hàn Quốc (K-pop Hot 100) | 13              |

## Giải thưởng
| Tên bài hát | Tên chương trình | Kênh      | Ngày phát sóng   | Nguồn  |
| ----------- | ---------------- | --------- | ---------------- | ------ |
| "Fever"     | The Show         | SBS MTV   | 9 tháng 7, 2019  | [ 13 ] |
| "Fever"     | Show Champion    | MBC Music | 10 tháng 7, 2019 | [ 14 ] |
| "Fever"     | M Countdown      | Mnet      | 11 tháng 7, 2019 | [ 15 ] |
| "Fever"     | Music Bank       | KBS       | 12 tháng 7, 2019 | [ 16 ] |
| "Fever"     | Show! Music Core | MBC       | 13 tháng 7, 2019 | [ 16 ] |
| "Fever"     | Inkigayo         | SBS       | 14 tháng 7, 2019 | [ 16 ] |